# Maria Dolors Batalla
Maria Dolors Batalla i Nogués (Valls, 18 de abril de 1969) es una política española. Fue alcaldesa de Valls entre 2003 y 2008 y diputada en el Parlamento de Cataluña entre 2006 y 2012. Ha sido vicesecretaria general de Acción Política y Estrategia de Convergencia Democrática de Cataluña (CDC).

## Formación
Licenciada en Ciencias Políticas y Sociología por la Universidad Autónoma de Barcelona (UAB), se doctoró en Ciencia Política y de la Administración por la misma universidad. Diplomada en Comunicación y Estrategia política por el Instituto de Ciencias Políticas y Sociales de Barcelona, es también especialista en Historia Contemporánea por la Universidad de Barcelona. Además posee un curso de metodología aplicada a las ciencias sociales por la  la Universidad de Essex.

## Trayectoria
En 1999 fue elegida concejal y portavoz adjunta del Grupo Municipal de CiU en el Ayuntamiento de Valls. Entre 2002 y 2003 trabajó como asesora del Departamento de Política Municipal de CDC. El 14 de junio de 2003 es elegida alcaldesa de Valls, puesto al que vuelve a optar en las elecciones municipales de 2007. Presentó la dimisión como alcaldesa al 24 de septiembre de 2008 por razones familiares. La sustituyó Albert Batet.
En julio de 2004 fue elegida vicesecretaria general de Acción Política y Estrategia de CDC. El 1 de noviembre de 2006 se presentó en el tercer lugar de la lista de CiU por la circunscripción de Tarragona y fue elegida diputada en el Parlamento de Cataluña. Entre 2016 y 2012 fue diputada autonómica. En uno de sus artículos periodísticos de 2010, Batalla defiende un nuevo Estatut: 

Les raons fonamentals de fer un nou Estatut va ser per incorporar-hi un nou model de finançament propi per Catalunya, que acabés amb el cafè per a tots, que no estigués subjecte a la negociació conjuntural, que articulés una relació bilateral Estat- Generalitat i que posés solució al gran dèficit fiscal que patim els catalans.
Dolors Batalla.